# Иванчиков, Сергей Кузьмич
Сергей Кузьмич Иванчиков (1912—1993) — лейтенант Советской Армии, участник Великой Отечественной войны, Герой Советского Союза (1944).

## Биография
Родился 6 октября 1912 года в селе Хрусловка (ныне — Венёвский район Тульской области). Окончил среднюю школу и два курса Московского государственного педагогического института. В ноябре 1941 года был отправлен в эвакуацию в село Крайчиково Колосовского района Омской области, был учителем математики в местной школе.
В марте 1942 года был призван на службу в Рабоче-крестьянскую Красную Армию. Учился в 1-м Омском военно-пехотном училище, был выпущен сержантом и в августе 1942 года был отправлен на фронт Великой Отечественной войны. Принимал участие в боях на Сталинградском, Донском, Степном и 2-м Украинском фронтах. Участвовал в Сталинградской и Курской битвах, освобождении Украинской ССР. К сентябрю 1943 года старший сержант Сергей Иванчиков командовал огневым взводом 958-го стрелкового полка 299-й стрелковой дивизии 53-й армии Степного фронта. Отличился во время битвы за Днепр.
В ночь с 30 сентября на 1 октября 1943 года в составе передового отряда переправился через Днепр в районе Кременчуга и принял активное участие в захвате и удержании плацдарма на его западном берегу. 5 октября во время отражения очередной немецкой контратаки взвод под командованием Сергея Иванчикова подбил два вражеских танка и уничтожил большое количество солдат и офицеров.
Указом Президиума Верховного Совета СССР «О присвоении звания Героя Советского Союза офицерскому, сержантскому и рядовому составу Красной Армии» от 22 февраля 1944 года за «образцовое выполнение боевых заданий командования при форсировании реки Днепр, развитие боевых успехов на правом берегу реки и проявленные при этом отвагу и геройство» был удостоен высокого звания Героя Советского Союза с вручением ордена Ленина и медали «Золотая Звезда» за номером 3311.
В 1945 году окончил 2-е Ленинградское артиллерийское училище. В 1946 году в звании лейтенанта был уволен в запас. Вернулся на родину. С 1952 года жил в Венёве, работал заведующим районо, заместителем председателя Венёвского райисполкома, вторым секретарём Венёвского райкома КПСС, председателем районного отделения ВООПИК. Умер 4 августа 1993 года.
Почётный гражданин Венёва. Был также награждён орденами Отечественной войны 1-й степени и Красной Звезды, рядом медалей.
В его честь назван приз за ежегодные соревнования по пулевой стрельбе в Венёвском районном Совете РОСТО.